# Horno Livorno
Horno Livorno eller Hanefar (engelsk navn: Foghorn Leghorn) er en fiktiv tegnefilmshane, der fra i Looney Tunes og Merrie Melodies tegnefilm og film fra Warner Bros. Animation . Han blev skabt af Robert McKimson og medvirkede i 29 tegnefilm fra 1946 til 1964 i den amerikanske animations guldalder. 